# Dida (peuple)
 (février 2021).
Si vous disposez d'ouvrages ou d'articles de référence ou si vous connaissez des sites web de qualité traitant du thème abordé ici, merci de compléter l'article en donnant les références utiles à sa vérifiabilité et en les liant à la section « Notes et références ».
Pour les articles homonymes, voir Dida.
Pour les articles homonymes, voir Dida.
Les Dida  sont un peuple vivant au sud-ouest et au centre-sud de la Côte d'Ivoire en Afrique de l'Ouest.  Ils font partie du groupe ethnique Krou et comprennent plus d'une soixantaine de tribus.  

## Histoire

### Origine
Les Dida, comme tous les peuples krou de la Côte d'Ivoire et du Liberia, viennent de la vallée du Nil, plus précisément de l'Éthiopie. Ils se sont installés en Côte d'Ivoire au XIe siècle, d'abord sur le littoral ivoirien dans les régions de Fresco et de Sassandra pour pratiquer la pêche. Devenus  nombreux, ils agrandissent leur territoire dans la forêt. Le plus grand nombre d'entre eux optent pour la chasse et la cueillette. Ils pénètrent donc les forêts de l'ouest et du sud de la Côte d'Ivoire, à l'image des Bété avec qui ils ont les mêmes ancêtres : les Magwé[réf. souhaitée]. Les Dida pénètrent alors les régions de Divo, Hiré-Watta, Lakota, Guitry, Zikisso et Gnagbodougnoa. D'autres Dida progressent à l'est du littoral ivoirien sur l'île de Lauzoua, les localités de Yocoboué, de Grand-Lahou. 
Les Dida sont constitués de plus de soixante tribus et font partie du groupe ethnique Krou. Ils sont autochtones des localités de Divo, Lakota, Hiré-Ouatta, Guitry, Sassandra, Zikisso, Yocoboué, Fresco, Gagnoa (conton Guebié), Tiassalé et Grand-Lahou’’.

### La tribu Ogbrougbrou ou Gbrougbrou
Des tribus Dida, notamment les Ogbrougbrou ou Gbrougbrou, vont se métisser aux peuples lagunaires venus du Ghana pour former certains peuples Kwa lagunaires : les Adioukrou, Alladjan, Ahizi, Avikam, Ebrié… Il s'agit en fait de peuples de métissage Dida-krou et Akan.

### La tribu Sokya de Vavoua
Plus tard, certains Dida quittèrent le village de Kagbé dans la région d'Hiré Watta pour s'installer à Vavoua. À l'origine de ce départ, Soky, un orphelin élevé par son oncle, qui s'était senti trahi lorsque celui-ci avait donné à son fils la femme qui lui était destinée. Ce fut l'élément déclencheur, car Soky, mécontent, traversa alors avec certaines personnes qui le soutenaient tout le pays Dida et Bété pour s'installer à Vavoua en pays Gouro. Ils y opposèrent une guerre meurtrière aux Gouro pour s'installer définitivement. Ils forment aujourd'hui la tribu Dida de Vavoua qu'on appelle les Sokya ou les Kouya, ou encore les Sokouya.

### La résistance coloniale
Les Dida ont opposé une résistance farouche à la pénétration coloniale française jusqu'en 1918. Ils n'ont pris part à l'économie de marché qu'après la Seconde Guerre mondiale, lorsque l'agriculture commerciale a remplacé peu à peu l'agriculture vivrière dans la région.

## Culture

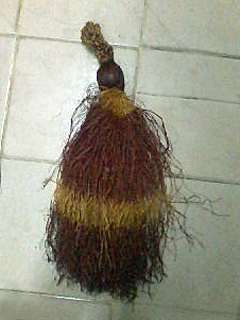
Chasse-mouche de cérémonie en raphia

Le pagne Dida fait à base de raphia est utilisé pour la confection de la tenue traditionnelle Dida et divers accessoires culturels,
Le Djaka Festival est un festival des arts et culture du peuple Dida qui se tient chaque année en pays Dida.
L'alloukou est une danse traditionnelle dida qui est effectuée par les hommes avec un morceau de pagne attaché à la taille au rythme des instruments de musiques traditionnels.
L'agbagningnin est une danse de réjouissance pratiquée par des jeunes au clair de la lune, anciennement à l'occasion d'une bonne récolte ou après les tournois de foot inter-villages de nos jours. La danse est très animée avec des tam-tams et autres instruments de musique traditionnelle.
Le gbako est une hotte traditionnelle portée par la femme âgée Dida pour les travaux champêtres. Un symbole du peuple Dida est d'ailleurs la représentation d'une femme avec une hotte au dos au rond-point du quartier Bada de la ville de Divo.
Le gnigbéli-lokui est le pagne de la tenue traditionnelle Dida, fait à base de raphia.
Le kôdê est un pagne traditionnel Dida fait à base d'écorce d'arbre tapée et séchée, qui s'avère très  efficace pour protéger contre les épines et le froid (les Dida peuplent la forêt tropicale et humide).

## Langues
Ils parlent le Dida, langue krou, déclinée en plusieurs variétés, variantes ou dialectes, dont le djiboua, le vatta, le zikié, le goudou, le koboua, le gah, le laboua, le koboua, l'abo, le zedié, le tigrou, le gnéhiri, le ménéhiri, le yocoboua, le diéko, etc.

## Alliance
Le peuple Dida, bien qu'il sache se montrer guerrier à l'occasion, est réputé pour son pacifisme et sa diplomatie. Les Opajdjilés, guerriers chasseurs, effectuaient de longues distances dans la forêt sombre et humide à la recherche de gibier. Ils y côtoyaient de nombreux peuples, ce qui enclenchait parfois des conflits qui finissaient par aboutir à un pacte de paix et non-agression appelé toupkè. Les principaux alliés des Dida sont :
- Abé (Agboville) ;
- Akyé (Adzopé) ;
- Abidji (Sikenci) ;
- Adioukrou (Dabou) ;
- Avikam (Grand-Lahou) ;
- Alladjan (Jacqueville) ;
- M'batto ou Kwa (Alépé) ;
- Abouré (Bonoua) ;
- N'Zima ou Appolo (Grand-Bassam) ;
- Ebrié ou Atchan (Abidjan) ;
- Ehotilé ou Bétibé (Adiaké) ;
- Wané (Monogaga)
- Baoulé kôdê (Béoumi) ;
- Kroumen (San-Pédro) ;
- Bakwé (Méadji) ;
- Krobou (Agboville).

Il faut noter que l'alliance entre les Dida et les Abé ou Abbey occupe une place importante voire sacrée.

## Coutumes

### Les naissances
Chaque naissance est signe de bénédiction, de joie et promesse de bonheur pour la famille et toute la communauté. Le choix du nom de l’enfant se fait par la famille proche. Le prénom porte une signification ou reprend le nom d’une personne importante pour la famille.
Il peut arriver que la naissance d’un enfant soit placée sous la tutelle d’un ancêtre à la suite de manifestations et de visions à ce sujet. L’enfant prend alors pour prénom le nom de cet ancêtre. Dans ce genre de cas, on considère que l’enfant est sous la protection de l’ancêtre ou même qu'il est sa réincarnation.

### Les mariages
Chez les Dida, le mariage passe par plusieurs phases. La première phase consiste en la désignation du futur conjoint. Après un accord préalable entre les deux parties, le futur époux envoie un ami vers les parents de sa fiancée. C'est cet intermédiaire est chargé de donner un cadeau symbolique à la jeune femme pour lui montrer l'amour de son prétendant. Le cadeau est le signe et la preuve de leur future relation, et la fiancée peut à ce titre le montrer à ses parents et à ses amies en guise de preuve de la relation. L’ami qui sert d’intermédiaire est un lien entre les deux amoureux. Avant l’arrivée du futur époux, c'est lui qui le présente à la famille de la mariée. Pour que les parents acceptent cette union, le futur marié doit avoir une bonne réputation. Il incombe au messager de confirmer la personnalité convenable et vertueuse du prétendant. Il arrive que la famille envoie des espions pour vérifier ce que dit l’intermédiaire. Enfin, une fois ces étapes franchies, le prétendant peut se présenter avec ses parents pour la dot et le mariage.

### Les décès
En pays Dida, il y a un processus à suivre par rapport au décès d’une personne. Il y a trois grandes étapes : le constat, l’annonce du décès et le louboutété. On constate d’abord le décès de la personne. On annonce ensuite à la famille proche dans de bonnes conditions. L’annonce du décès se fait après le conseil de famille pour se concerter sur le décès du défunt. Des envoyés se rendent ensuite chez les amis du défunt pour leur annoncer la nouvelle. Le défunt sera enterré un mois après son décès pour laisser le temps à ses amis et à sa famille de se préparer. Le jour des obsèques un repas est servi. Il est considéré comme étant le dernier repas du mort. Le louboutété, qui est le conseil de famille, se réunira de nouveau, cette fois pour régler toutes les affaires concernant le défunt afin que plus rien ne le lie au monde physique ; ainsi, ses dettes sont réglées et ses affaires récupérées.

## Croyance et religion
Pour les Dida, le défunt ne meurt pas vraiment, mais passe dans le monde des esprits. Lorsqu’une personne décède donc, elle n’est pas vraiment morte, juste absente. C’est cette forte croyance qui les pousse à faire un dernier repas en son honneur. Les Dida ont une religion monothéiste. Ils considèrent qu’il y a un Dieu au-dessus de tous, un genre de grand chef, et pensent que les défunts deviendraient après leur mort ses serviteurs voire pour certains ses notables. C’est l’une des raisons pour lesquelles ils se tournent spirituellement vers les ancêtres, qu’ils considèrent comme plus accessibles. À cette fin, ils passent par des fétiches représentant un lien entre le monde des esprits et des vivants. Avec l'arrivée des colons et des missionnaires, le peuple Dida s'est converti de gré ou de force à la religion chrétienne. Néanmoins, certains rituels anciens sont encore pratiqués de nos jours.

## Personnalités et célébrités d'origines Dida

### Personnalités politiques et administratives
Quelques personnalités politiques de l'ethnie Dida sont citées ci-dessus :
- Paul Yao Ndré (président du conseil constitutionnel)
- Yao Assoma Georges (vice-président de la cour suprême)
- Émile Boga Doudou (ministre de l'Intérieur)
- Moïse Lida Kouassi (vice-président du Front populaire ivoirien (FPI), ministre de la Défense)
- Marcel Zirimba Aka
- Rachel Keke (députée française)
- Djah Blé Joseph (ministre de la Sécurité)
- Jérôme Seri Asia
- Gilles Laubhouet-Vally
- Marcel Laubhouet
- Alain Lobognon
- Alain Dogou
- Kouamé Anne Gnahore
- Élisabeth Badjo Djekoury épouse Dago
- Alexis Thierry Lebé
- Zakpa Komenan
- Raphaël Dogo
- Williams Ateby (député de Yopougon et vice-président du FPI)
- Boga Sako Gervais, président fondateur de la FIDHOP
- Damana Pickass (vice-président du FPI)
- Ahoua Stalonne
- Martial Joseph Ahipeaud, premier secrétaire général et fondateur de la FESCI
- Kokora Dago Pascal, membre fondateur du FPI et ambassadeur
- Jérémie Mémé Gnaléga, premier proviseur de la république de Côte d'Ivoire et député
- Bohui Dally Joachim, maître de conférences à l'université de côte d'ivoire et professeur de philosophe, membre fondateur du FPI et secrétaire général à la communication
- Dago-Akribi Augustin (Conseiller Economique et Social, Médecin, Professeur Titulaire en Anatomie Pathologie)

### Artistes
Quelques artistes célèbres de l'ethnie Dida sont citées ci-dessus :
- François Lougah
- Jah Prince
- David Tayorault
- Dobet Gnahore
- Boni Gnahoré
- Akezo
- Sakoloh
- Enemeya Queen
- Les descendants de Sakoloh
- Django Strong
- Bétika
- Les Djiz
- Manou Galo
- Koudou Athanase
- Angelo Kabila
- Francky Dicaprio
- Paul Madys
- Rachel Dadié
- Nawayou
- Nayadeys
- Sandrine doubly
- Dollar DJ
- Baba Nico
- Tina Dakoury
- DJ Boumastik
- DJ Ramzy
- Pantcho
- Juken Pat
- Triphène du groupe Harpe de David
- Black K du groupe kiff no beat
- Kounta et Sisco
- Tebi Abe Marie-claire
- Les Djigbo, Accapelo
- Erick Sakré
- Amani Dadié
- Mary sy
- Dominique Gozen

### Sportifs
Quelques personnalités sportives de l'ethnie Dida sont citées ci-dessus :
- Thierry Dusautoir
- Lassissi Saliou
- Doba Lezou
- Franck Dja Djédjé
- Brice Dja Djédjé
- Gnaly Maxwel Cornet
- Boga Jérémie
- Wilfried Bony
- Hassan Gnoukouri
- Claude Gnakpa
- Cyril Domoraud
- Gatto Gaë
- Evans N'dicka Obité
- Jean-Philippe Krasso
- Ali Gbizié Pierre
- Stéphane Lobouet
- Tchétché Richard
- Ettien Djah Félix
- Lipka Koffi Bradarus

- Ricardo Xama, journaliste sportif

### Personnalités Religieux
Quelques personnalités religieuses de l'ethnie Dida sont citées ci-dessus : 
- Le prophète Séverin Kacou
- Le prophète Gbahié Koudou Jeannot
- La prophétesse Marie Lalou, fondatrice de l'église Dehima
- Le prophète Zeredji

### Personnalités dans l'éducation, les lettres
Quelques personnalités dans l'éduction et les lettres de l'ethnie Dida sont citées ci-dessus :
- Jérémie Kouassi Gogo, professeur de littérature hispanique à l'Université Félix Houphouët-Boigny (UFHB), ex université de Cocody
- Victor Loba Djokouehi, fondateur des écoles Victor Loba'd
- Laoua Beugré et Soukou Kragbé, les deux premiers instituteurs de CI,
- Josué Guébo, homme de lettres
- Abraham Gbogbou, homme de lettres
- Dr Jean-Claude G. N'Guessan, inventeur de la notation musicale de l'ahoko

### Personnalités dans les médias, la santé et autres
Quelques personnalités dans les médias, la santé et d'autres domaines de l'ethnie Dida sont citées ci-dessus :
- Naomi Amoussou Alafé, plus connu sous le nom de Tata Naomi, animatrice de l'émission Wozo vacances
- Alexis, animateur de l'émission Mensonge d'un soir
- Israël Guébo, homme de médias
- Dr Lattié, premier médecin de CI
- Dr Gnéka, premier pharmacien de CI
- Léon Naka, économiste ivoirien
- Emmanuel Kouassi-Gogo, homme d'affaires ivoirien
- Auguste Daubret, premier ingénieur agronome de CI